# Abu-Dzabi
Abu-Dzabi (arab: أبو ظبى ; angol: Abu Dhabi) az Egyesült Arab Emírségek, valamint az Abu-Dzabi Emirátus fővárosa,valamint az ország második legnépesebb városa Dubaj után csaknem négymillió lakosával.

## Fekvése
Az ország középső, északi részén terül el, a Perzsa-öböl partvidékén, a sivatagos et-Taff vidék északi előterében. Szigetre épült, a szárazfölddel földhíd és több mesterséges híd köti össze.

## Éghajlata
Éghajlata szinte elviselhetetlenül forró: a januári délutánokon átlagosan 29 °C-ra, júliusban pedig 45 °C-ra emelkedik a hőmérő higanyszála. Az öböl erősen párolgó meleg vízfelülete növeli a páratartalmat, s ezért csaknem állandóan fülledt hőség telepszik a városra. Az eső viszont a legnagyobb ritkaságszámba megy.
2010 nyarán a svájci Metro Systems International cég kutatói a városközeli sivatagban 20 emittert állítottak fel. A projekt célja az volt, hogy "esőt csináljanak". 2011 elejéig 52 alkalommal sikerült esőzést kiváltaniuk, amik igen hevesek voltak, gyakran mennydörgéssel, villámlással járó viharokká váltak. A legtöbb esőt július-augusztusban, a száraz évszak közepén sikerült létrehozniuk. A kutatók szerint még legalább 1 évnyi működés és megfigyelés kell ahhoz, hogy nagy biztonsággal kijelenthessék, hogy a projekt sikeres volt, és hogy nem borítja fel a környék természetes időjárását. A mesterséges eső legnagyobb haszna, hogy szükségtelenné teszi a sok pénzbe kerülő sótalanítást. Egy esőcsináló állomás felépítése 7 millió fontba kerül, míg egy sótalanító üzemé 850 millióba, és a fenntartási költségek is jóval kisebbek az esőcsináló állomás esetében.
| Hónap                                      | Jan. | Feb. | Már. | Ápr. | Máj. | Jún. | Júl. | Aug. | Szep. | Okt. | Nov. | Dec. | Év   |
| ------------------------------------------ | ---- | ---- | ---- | ---- | ---- | ---- | ---- | ---- | ----- | ---- | ---- | ---- | ---- |
| Rekord max. hőmérséklet (°C)               | 29,0 | 33,0 | 40,0 | 39,0 | 43,0 | 44,0 | 47,0 | 48,0 | 45,0  | 40,0 | 36,0 | 31,0 | 48,0 |
| Átlagos max. hőmérséklet (°C)              | 23,0 | 24,0 | 27,0 | 30,0 | 34,0 | 36,0 | 38,0 | 39,0 | 37,0  | 33,0 | 31,0 | 26,0 | 31,5 |
| Átlagos min. hőmérséklet (°C)              | 12,0 | 14,0 | 16,0 | 18,0 | 22,0 | 25,0 | 28,0 | 28,0 | 25,0  | 22,0 | 18,0 | 14,0 | 20,2 |
| Rekord min. hőmérséklet (°C)               | 3,0  | 8,0  | 8,0  | 12,0 | 16,0 | 19,0 | 23,0 | 23,0 | 21,0  | 18,0 | 12,0 | 8,0  | 3,0  |
| Átl. csapadékmennyiség (mm)                | 23   | 23   | 10   | 5    | 0    | 0    | 0    | 0    | 0     | 0    | 10   | 36   | 107  |
| Forrás: Average Conditions of Sharjah, UAE |      |      |      |      |      |      |      |      |       |      |      |      |      |

## Népessége
| Lakosok száma | 621 000 | 1 000 000 | 1 483 000 |
|               | 2012    | 2017      | 2020      |

## Története
A várost 1761-ben alapította a közeli Líva-oázisban élő Jász-törzs, s 1769-ben maguk a törzs vezetői is ide helyezték át székhelyüket a közeli al-Dzsivából. Abu-Dzabi történelmét a 19. század folyamán a szomszédos törzsekkel folytatott hadakozás jellemezte, s az állandósuló viszályok következményeként a város számottevően nem is fejlődött, a 20. század elején mindössze 6000 lakosa volt. Ugyanakkor egyre növekedett a brit befolyás, és az abu-dzabi emír, Zajd ibn Halífa (uralkodott 1855–1908) 1892-ben Nagy-Britannia protektorátusa alá helyezte emírségét. Uralkodása hátra lévő esztendeiben birodalma a Perzsa-öböl térségének egyik legvirágzóbb kereskedelmi központja lett, nem utolsósorban a helyi gyöngyhalászat fejlesztésének köszönhetően, de a város fejlesztésére nem fordított kellő figyelmet. Halálát követően a vidék ismét elveszítette jelentőségét.
A város életében nagy változást hozott 1958, amikor felfedezték a közelben rejlő hatalmas kőolajmezőket, amelyeknek 1962-ben megindult kitermelése rendkívül gazdaggá tette az emírséget, és magát a várost is. A kezdeti időkben, Sahbút bin Szultán konzervativizmussal jellemezhető uralkodása (1928–1966) alatt az életszínvonal még csak lassú ütemben emelkedett, az 1966-ban trónra került Zájed uralkodása alatt azonban megindult Abu-Dzabi rohamléptékű felvirágzása. A kőolaj-kitermelésből befolyó jövedelemnek köszönhetően az 1966-ban még csak 20 ezres lakosú városkából a 20. század utolsó negyedében kiépült a ma ismert, korszerű infrastruktúrájú Abu-Dzabi, a térség egyik ipari-gazdasági központja, saját nemzetközi repülőtérrel.
1971-ig a britek kivonták csapataikat a térségből, s Abu-Dzabi 1971 decemberében az immár független Egyesült Arab Emírségek ideiglenes fővárosa lett. Itt kaptak helyet az államszövetség kormányzati szervei, de Abu-Dzabi fővárosi státusát ötévenként újítják meg, s különféle tervek ismertek Dubaj és El-Ajn fővárossá fejlesztéséről is.

## Közlekedése
Abu-Dzabinak korszerű nemzetközi repülőtere van (AUH), ami 2008-ban 9 millió utast szolgált ki. Az Emirátusok második legforgalmasabb repülőtere. A sziget északkeleti csúcsán hihetetlen költségekkel megépült Mina Zájed kikötője, amely az öböl nyílt vize felől a homokzátonyok közt kikotort hajóúton át közelíthető meg. A szárazfölddel töltésen haladó autópálya és a hajózócsatorna fölött átívelő Makta híd kapcsolja össze.